# 黄金の罪
黄金の罪 は、1918年に公開されたアメリカ合衆国の西部劇。監督は ジョン・フォード、主演 ハリー・ケリー。この映画は 失われた映画だと考えられている。